# جنسن آكلز
جنسن آكلز (مواليد 1 مارس 1978-)، ممثل ومخرج ومغني أمريكي ولد في دالاس، تكساس، الولايات المتحدة. بدأ مسيرته الفنية عام 1996.

## حياته

### طفولته وتعليمه
ولد آكلز في 1 مارس 1978 في دالاس، وهو ابن دونا جوان (نيي شافير) والممثل ألان روجر أكليس. نشأ وترعرع في ريتشاردسون والتحق بمدرسة لويد في بيركنر الثانوية. بعد تخرجه في عام 1996، انتقل إلى لوس أنجلوس ليبدأ مسيرته التمثيلية.

### مسيرته الفنية
غادر آكلز مسلسل أيام حياتنا سنة 2000 ثم مثل في السلسلة القصيرة شقراء، حول حياة مارلين مونرو،
كما أدى تجارب الأداء لدور كلارك كينت في سمولفيل لكن ذهب الدور لتوم كاميرون. ظهر بعد ذلك كضيف في سلسلة ملاك أسود سنة 2001 بدور قاتل متسلسل ثم عاد في الموسم الثاني بدور مستنسخه العاقل.
عمل آكلز بشكل ثابت سنة 2003 حيث انضم إلى طاقم تمثيل سلسلة جدول داوسون خلال موسمها الأخير بدور سي جاي، ثم صور عدة حلقات من مسلسل حياة ساكنة لكنها لم تبث على التلفاز، كما حظي بدور صغير سنة 2004 في فيلم محنة كلووانا. ثم لعب دور جايسن تيغ في سلسلة سمولفيل. كما حصل على دور رئيسي في فيلم التهم سنة 2005.
انضم آكلز إلى إلى طاقم عمل خارق للطبيعة سنة 2005 أين يلعب دور دين وينشستر، جددت هذه السلسلة لموسم عاشر في فيفري 2014.
في صيف 2007، حصل آكلز على دور بريسلي في الفيلم الكوميدي المستقل بطل الخمس انشات، كما مثل في مسرحية رجال صالحون قليلون وحصل على الكثير من المدح على عمله.
في صيف 2008، أختير آكلز للعب دور توم هانيغر في فيلم عيد حب دموي.
في صيف 2010، أعار آكلز صوته لفيلم الرسوم المتحركة باتمان: تحت القلنسوة الحمراء.

## حياته الخاصة
بعد ثلاث سنوات من المواعدة، خطب آكلز الممثلة وعارضة الأزياء دانييل هاريس في نوفمبر 2009. تزوجا في 15 مايو 2010 في دالاس. وُلدت طفلتهما الأولى في مايو 2013. وفي أغسطس 2016، أعلن الزوجان أنهما ينتظران توأمان ( صبي وفتاة) ولدا في ديسمبر.
يعرف جنسن آكلز نفسه كمسيحي دون طائفة.

## الأعمال

### أفلام
- محنة كلووانا (الدور: جنسن)
- افترس (الدور: جايك غراي)
- بطل العشر انشات (الدور: بريسلي)
- عيد الحب الدموي (الدور: توم هانيغير)
- باتمان: تحت القلنسوة الحمراء (الدور: جايسن تود/ القلنسوة الحمراء)

### مسلسلات
- the boys (الرفاق) (الدور: سولجر بوي )
- عظم الترقوة (الدور: مايكل داس)
- ثانوية سويت فالي (الدور: براد)
- السيد رودز (الدور: مالكوم)
- سايبيل (الدور: ديفيد)
- أيام حياتنا (الدور: إيريك برايدي)
- شقراء (الدور: إيدي جي)
- ملاك أسود (الدور: إليك مكدويل)
- جدول داوسون (الدور: سي جاي)
- سمولفيل (الدور: جايسن تيغ)
- خارق للطبيعة (الدور: دين وينتشستر)

## روابط خارجية
- جنسن آكلز على موقع IMDb (الإنجليزية)
- جنسن آكلز على موقع ميتاكريتيك (الإنجليزية)
- جنسن آكلز على موقع روتن توميتوز (الإنجليزية)
- جنسن آكلز على موقع قاعدة بيانات الأفلام العربية
- جنسن آكلز على موقع ألو سيني (الفرنسية)
- جنسن آكلز على موقع تيرنر كلاسيك موفيز (الإنجليزية)
- جنسن آكلز على موقع أول موفي (الإنجليزية)
- جنسن آكلز على موقع قاعدة بيانات الأفلام السويدية (السويدية)
- جنسن آكلز على موقع إن إن دي بي (الإنجليزية)
- جنسن آكلز على موقع قاعدة بيانات الفيلم (الإنجليزية)